# Lewis Baker
Lewis Renard Baker, född 25 april 1995 i Luton, är en engelsk fotbollsspelare (mittfältare) som spelar för Stoke City. Han har representerat England på flera ungdomslandslagsnivåer upp till U21.

## Klubblagskarriär

### Chelsea
Baker spelade pojkfotboll i Luton Town tills han vid nio års ålder uppmärksammades och värvades av Chelsea i samband med en ungdomsturnering. Han hade då redan tilldragit sig uppmärksamhet från flera andra klubbar, däribland Arsenal. Under de kommande åren spelade han i klubbens ungdoms- och reservlag. Säsongen 2011/2012 var han med och vann FA Youth Cup. Säsongen 2012/2013 blev han kapten i reservlaget.
Den 5 januari 2014 gjorde Baker sin professionella debut med ett inhopp i Chelseas 2-0-seger borta mot Derby County i FA-cupens tredje omgång. Samma säsong utsågs han till klubbens bäste unga spelare. Han vann också utmärkelsen för säsongens mål för en klackspark i en U21-match mot Arsenal.
I augusti 2014 skrev Baker på ett femårskontrakt med Chelsea, och samma höst ingick han i José Mourinhos a-lagstrupp, dock utan att få speltid. 

#### Sheffield Wednesday (lån)
Den 8 januari 2015 gick Baker på ett månadslångt lån till Sheffield Wednesday, där han spelade fyra matcher.

#### MK Dons (lån)
Den 22 februari 2015 lånades han ut på nytt till League One-klubben MK Dons, för återstoden av säsongen. Laget vann direktuppflyttning och Baker gjorde tre mål på tolv matcher.

#### Vitesse Arnhem (lån)
Den 26 juni 2015 lånades Baker ut till den nederländska klubben Vitesse Arnhem. Han spelade 32 matcher, varav 23 från start, och gjorde fem mål. Hans mål på distans mot De Graafschap i februari röstades senare fram till säsongens mål för Vitesse.
I juni 2016 förnyades lånet för ytterligare en säsong, och Baker fortsatte som ordinarie på Vitesses mittfält. Under sin andra säsong i Nederländerna spelade Baker 39 matcher, samtliga från start, och gjorde 15 mål. Baker gjorde bägge målen när Sparta Rotterdam besegrades med 2-1 i semifinalen i KNVB Cup. Han spelade också i finalen mot AZ Alkmaar, som Vitesse vann med 2-0, vilket innebar klubbens första stora titel någonsin.

#### Middlesbrough (lån)
Den 11 augusti 2017 förlängde Baker sitt kontrakt i Chelsea med fem år och blev samtidigt utlånad till Championship-klubben Middlesbrough över säsongen 2017/2018. Han spelade i tio raka matcher efter att ha anslutit till klubben, men bänkades därefter och försvann så småningom ur matchtruppen. I mars 2018 gjorde han två inhopp vilket tog hans totala antal matcher under säsongen med Middlesbrough till fjorton, inklusive två ligacupmatcher.

#### Leeds United (lån)
Den 30 juni 2018 lånades Baker ut till Leeds United på ett låneavtal över säsongen 2018/2019. Han debuterade för klubben med ett inhopp i säsongspremiären hemma mot Stoke City den 5 augusti 2018, som Leeds vann med 3-1. Baker spelade sin första match från start den 14 augusti 2018, då Leeds besegrade Bolton Wanderers i ligacupen med 2-1. Han gjorde flera inhopp i ligan under augusti och september men användes därefter alltmer sällan. Bakers enda två seriematcher från start kom den 27 november hemma mot Reading och den 15 december borta mot Bolton, i vilka han bägge gångerna blev utbytt i halvtid.

#### Reading (lån)
Den 9 januari 2019 återkallades Baker från sitt lån i serieledande Leeds United och blev istället utlånad till Championship-konkurrenten Reading, då på 23:e plats i tabellen, över resten av säsongen 2018/2019. Han förklarade klubbytet med att han ville få mer speltid.

### Stoke City
Den 15 januari 2022 värvades Baker av Championship-klubben Stoke City, där han skrev på ett 2,5-årskontrakt. Baker debuterade redan följande dag i en 2–0-vinst över Hull City, där han blev inbytt i den 72:a minuten mot D'Margio Wright-Phillips.

## Landslagskarriär
Baker har representerat England på alla nivåer från U16 till U21. Han vann skytteligan med fyra mål när Englands U21-landslag vann Toulon-turneringen 2016, och spelade i samtliga matcher när laget nådde semifinal i U21-EM i Polen 2017.